# Ázsiai tapír
Az ázsiai tapír (Tapirus indicus) az emlősök (Mammalia) osztályának páratlanujjú patások (Perissodactyla) rendjébe, ezen belül a tapírfélék (Tapiridae) családjába tartozó faj.
Családjából ez a legtermetesebb faj és az egyetlen amelyik nem Amerikában, hanem Délkelet-Ázsiában fordul elő.

## Előfordulása
Az ázsiai tapír rendszerint víz közelében él Mianmar, Thaiföld, Malajzia és Szumátra sűrű esőerdeiben. Megerősítetlen beszámolók szerint néhány egyede élhet még Kambodzsában és Borneó szigetén is. Ezek az egyedek az egykor jóval nagyobb elterjedési terület maradványpopulációi. Korábban Kína déli részén, az egész Hátsó-Indiai félszigeten, a Maláj-félszigeten, Szumátra és Borneó szigetén is előfordult. Mivel ezeknek a helyeknek a többségéről már több száz éve kipusztult, nem eldöntött kérdés hogy kiirtották-e onnan a fajt vagy az elterjedési területe természetes okokból szűkült be.

## Alfajai
- Tapirus indicus brevetianus
- Tapirus indicus indicus

## Megjelenése
Az állat fej-törzs-hossza 180–250 centiméter, farokhossza 5–10 centiméter, marmagassága 90–110 centiméter és testtömege 250–540 kilogramm. A tapír teste zömök és vaskos. Feje keskeny, ami ideális az erdő sűrűjében való közlekedéshez. Bőre vastag, alig borítja szőr, az állat testének elülső és hátsó része fekete, középen fehér. A színezet az éjjeli álcázást szolgálja, hogy a körvonalak elmosódjanak. A körülbelül 17 centiméter hosszú ormány nagyon érzékeny és mozgatható, ágak megragadására és levelek letépésére alkalmas. Patás lába van, a hátsókon három, a mellsőkön négy ujjal. A negyediket csak puha talajon használja az állat.

## Életmódja
Mint minden tapírfaj, az ázsiai tapír is alapvetően éjszaka aktív. Napközben az aljnövényzet sűrűjében rejtőzik és az est leszálltával indul táplálékszerző útjára. Ügyesen mászik fel meredek lejtőkön, ezenkívül jól és kitartóan úszik, sőt olykor le is bukik a víz alá. Az ázsiai tapír magányos lény, ha találkozik fajtársaival igen agresszív tud lenni. Az aljnövényzet növényeit vizeletével megjelöli és így alakítja ki territóriumát, ahonnan elűz minden más tapírt.
Tápláléka fűfélék, levelek, rügyek és vízinövények. A táplálék begyűjtése során igen ügyesen alkalmazza rövid ormányát.

## Szaporodása
Az ivarérettséget 2–3 éves korban éri el. A párzási időszak nem kötött; a nőstény kéthavonta ivarzik. A vemhesség 390–403 napig tart, ennek végén 1 utód születik. A kis tapír pettyes és csíkos bundája hat hónapon belül felveszi a felnőtt állatok színezetét. A fiatal tapírkölyök az első pár napot egy biztonságos helyen tölti, ezután viszont mindenhová követi anyját annak táplálékszerző körútjai során.
Fogságban akár 30 évig is élhet.

## Természetvédelmi helyzete
Mint dél-amerikai rokonainál, az ázsiai tapírnál is a fő veszélyeztető tényező az élőhelyét jelentő trópusi esőerdő nagyarányú irtása. A vadászat mára jelentéktelen méretűre csökkent, annak ellenére hogy a 20. század közepén a tapírhús elsősorban a thaiföldi piacokon gyakori volt és kedvelt ételnek számított. A védelmi erőfeszítéseknek hála mára a tapír vadászatával felhagytak a helyi lakosok. A Természetvédelmi Világszövetség továbbra is a „sebezhető” kategóriába sorolja elsősorban az erdőirtások veszélye miatt.

## Képek

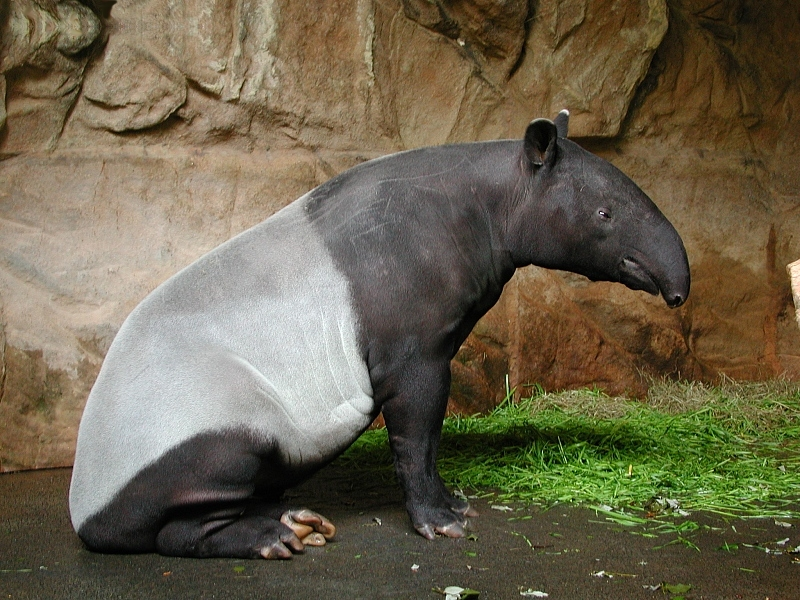
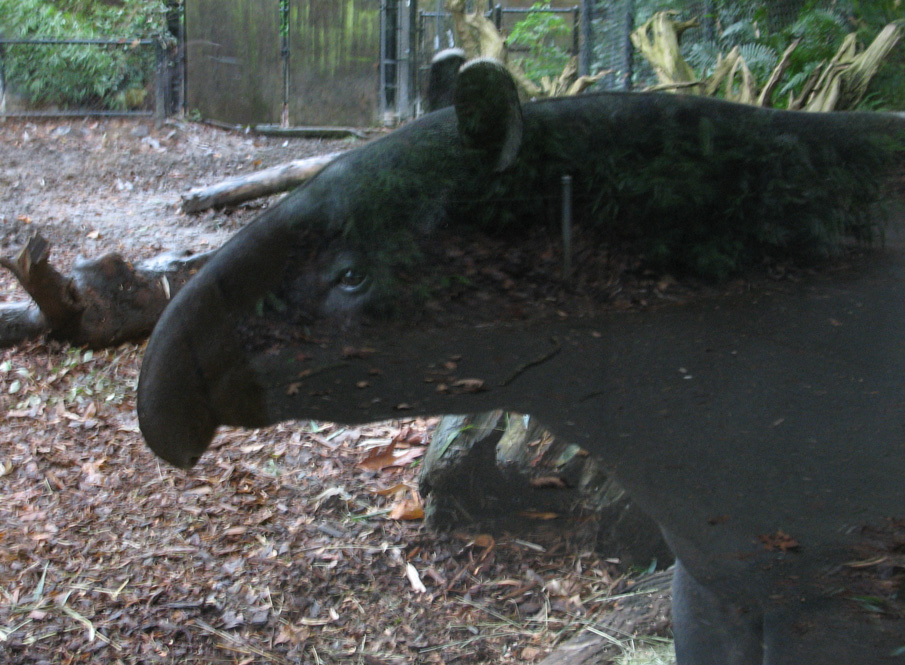
Portré
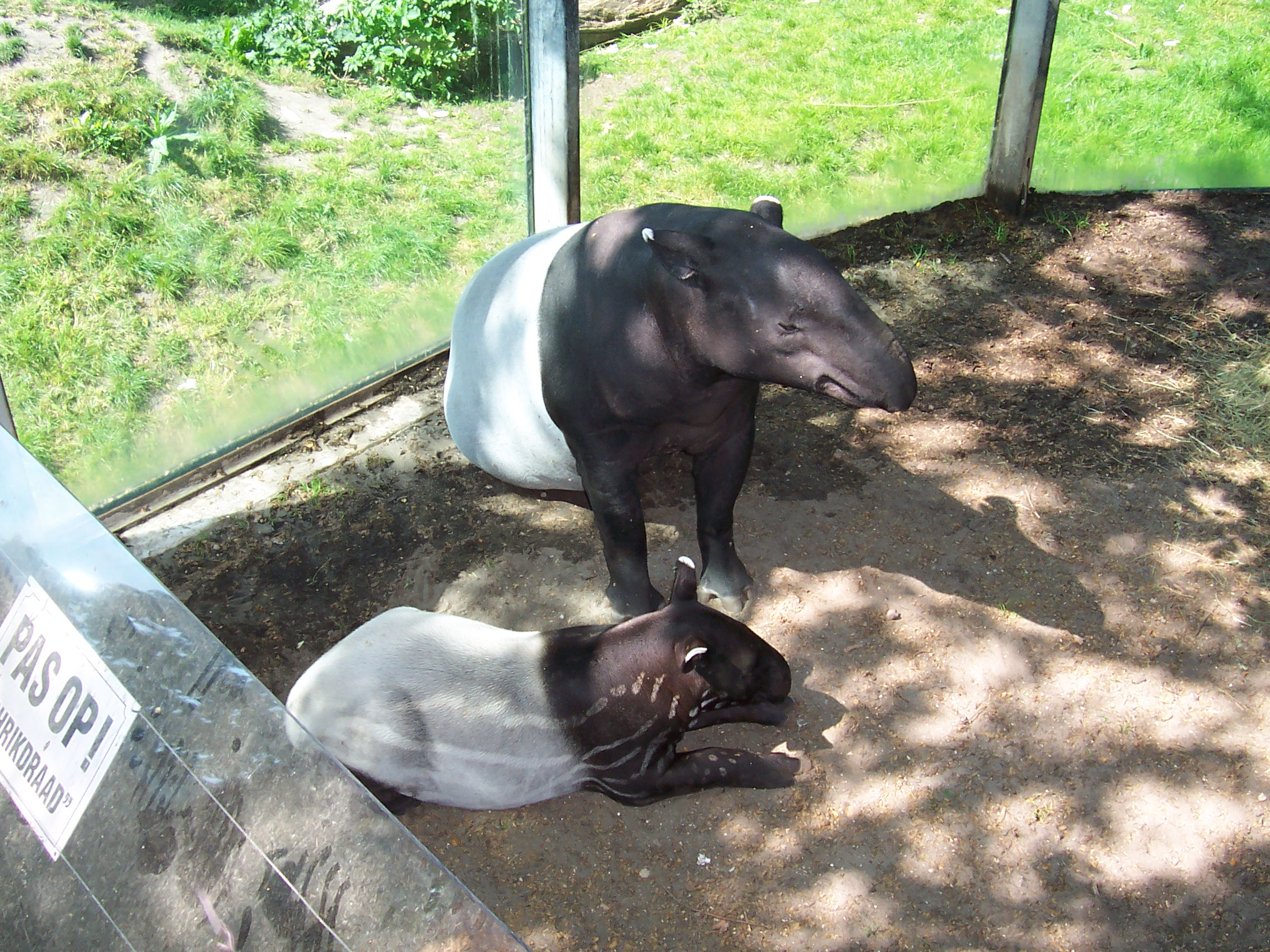
Ázsiai tapír nőstény fiatal borjával. A borjún jól megfigyelhető a csíkos kölyökruhából a felnőttekre jellemző színezetbe való átmenet